# Hidas
Hidas es un pueblo ubicado en el distrito de Pécsvárad, en el condado de Baranya, Hungría.

## Superficie
Posee una superficie de 19,06 kilómetros cuadrados.

## Demografía
Hasta 2019 la población era de 2035 habitantes, con una densidad de población de 106,8 habitantes por kilómetro cuadrado.